# АПАЛ-2154
АПАЛ-2154 «Сталкер» — лёгкий внедорожник на базе агрегатов и узлов от автомобилей LADA. Разработан в городе Тольятти производственной компанией ООО «АПАЛ» в 2003 году. Имеет каркасную раму, обшитую пластиковыми панелями.
Планировалось выпустить ограниченную партию автомобилей (150 шт.), наладив производство в Тольятти на мощностях «ПСА ВИС-АВТО». Сталкер вновь запустили в производство летом 2019 года. Его собирала «ВИС-АВТО», но заказчиком выступала фирма «АПАЛ», основной профиль деятельности которой — производство изделий из пластика и композитных материалов.
В октябре 2020 года появилась информация о прекращении сборки ввиду изменения АВТОВАЗом политики работы с мелкими «внешними» сборочными проектами — отгрузка агрегатов для них по оптовым ценам была остановлена. ОТТС на Сталкер позволял выпускать 150 машин в год, однако этот лимит не был вычерпан — за полтора года производства было собрано 24 товарные машины, причем 13 из них не были проданы.

## Модификации
- АПАЛ-2154 — привод задний, ходовая часть — LADA 2107, двигатель — дизельный ВАЗ-341, аскетичный салон (Обивка салона и потолок первого «Сталкера» выполнены из термополиуретана), простой дизайн, вес — 850 кг.
- АПАЛ-21541 — привод полный, ходовая часть — LADA 4x4, двигатель — бензиновый ВАЗ-21214, дизайн кузова и салона изменены, вес — 950 кг.